# Melanoplus elater
Melanoplus elater är en insektsart som beskrevs av Strohecker 1963. Melanoplus elater ingår i släktet Melanoplus och familjen gräshoppor. Inga underarter finns listade i Catalogue of Life.